# Prix Anton-Wildgans
Le Anton Wildgans-Preis der österreichischen Industrie est un prix littéraire fondé en 1962 par l'Union Industrielle Autrichienne (Österreichischen Industriellenvereinigung). Ce prix est doté de 10 000 euros (7 500 jusqu'en 2002) est remis à de jeunes écrivains prometteurs de nationalité autrichienne.

## Lauréats
- 1962 : Fritz Hochwälder
- 1963 : Fritz Habeck (de)
- 1964 : Christine Lavant
- 1965 : Andreas Okopenko (de)
- 1966 : Herbert Zand (de)
- 1967 : Thomas Bernhard
- 1968 : Ilse Aichinger
- 1969 : Herbert Eisenreich
- 1970 : Peter Marginter (de)
- 1971 : Ingeborg Bachmann
- 1972 : Milo Dor (de)
- 1973 : Barbara Frischmuth
- 1974 : Ernst Hinterberger (de)
- 1975 : Christine Busta
- 1976 : György Sebestyén (de)
- 1977 : Peter Henisch
- 1978 : Wolfgang Kraus (de)
- 1979 : Matthias Mander
- 1980 : Josef Winkler
- 1981 : Friederike Mayröcker
- 1982 : Ernst Jandl
- 1983 : Julian Schutting (de)
- 1984 : Peter Handke (refusé)
- 1985 : Gerd-Klaus Kaltenbrunner (de)
- 1986 : Kurt Klinger (de)
- 1987 : Inge Merkel (de)
- 1988 : Christoph Ransmayr
- 1989 : Ilse Tielsch (de)
- 1990 : Pas de lauréat.
- 1991 : Norbert Leser (de)
- 1992 : Anna Mitgutsch
- 1993 : Gert Jonke
- 1994 : Brigitte Hamann
- 1995 : Pas de lauréat.
- 1996 : Michael Köhlmeier
- 1997 : Evelyn Schlag (de)
- 1998 : Franz Josef Czernin (de)
- 1999 : Peter Rosei
- 2000 : Elisabeth Reichart
- 2001 : Vladimir Vertlib
- 2002 : Ferdinand Schmatz (de)
- 2003 : Christoph Wilhelm Aigner (de)
- 2004 : Hans Raimund (de) (Thomas Bernhard - refusé)
- 2005 : Barbara Neuwirth (de)
- 2006 : Wolfgang Hermann (de)
- 2007 : Sabine Gruber
- 2008 : Kathrin Röggla (de)
- 2009 : Alois Hotschnig (de)
- 2010 : Doron Rabinovici (de)
- 2011 : Arno Geiger
- 2012 : Olga Flor
- 2013 : Norbert Gstrein
- 2014 : Barbara Hundegger (de)
- 2015 : Erich Hackl
- 2016 : Margit Schreiner (de)[1]
- 2017 : Robert Seethaler
- 2018 : Sabine Scholl (de)
- 2019 : Daniel Kehlmann[2]
- 2020 : Reinhard Kaiser-Mühlecker[3]
- 2021 : Andrea Grill (de)[4]
- 2022 : Gertraud Klemm (de)[5]